# Haleakalā

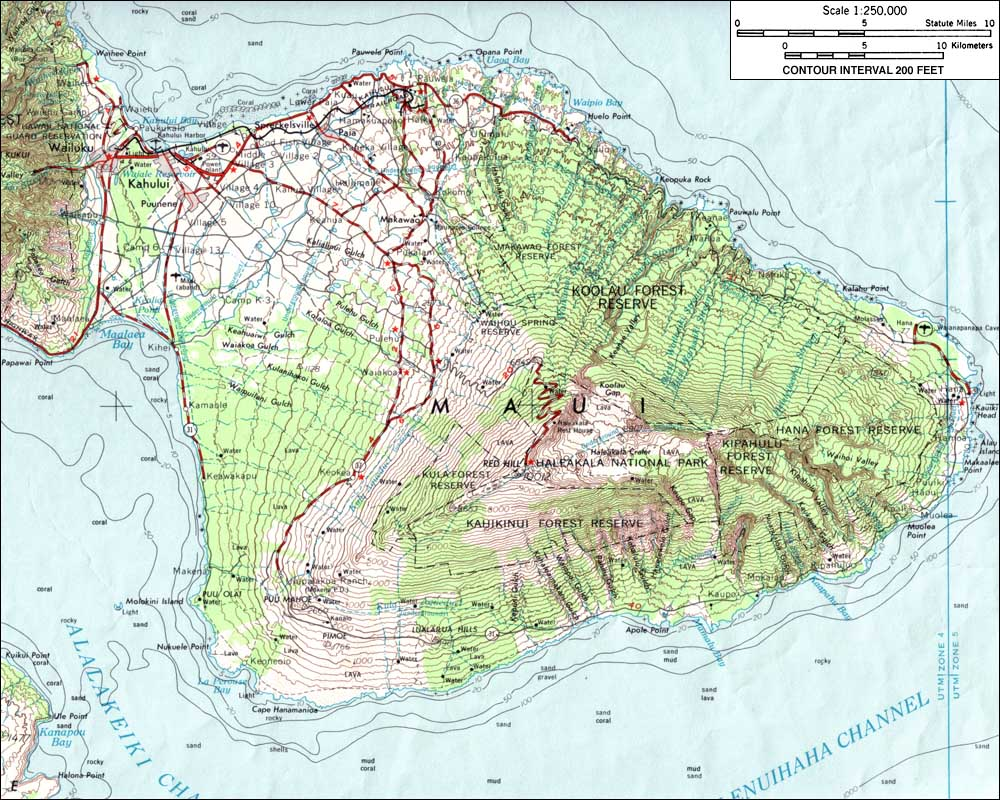
Mapa fizyczna wyspy Maui z wulkanem Haleakalā

Haleakalā – wulkan na Oceanie Spokojnym na wyspie Maui w archipelagu Hawajów. Wznosi się na wysokość 3055 m n.p.m. Jego szczyt jest często spowity gęstymi chmurami.
Znajduje się na terenie Parku Narodowego Haleakalā o powierzchni 122,15 km². Krater wulkanu o długości 11,3 km i szerokości 3,2 km ma obwód 34 km. Jego głębokość dochodzi do 800 metrów.
Ostatni raz wulkan ten wybuchł około 1750. Z jego bocznego krateru wypłynęła lawa, która wpłynęła do Zatoki La Perouse’a.
Od zachodniej strony krateru znajduje się punkt widokowy dla odwiedzających to miejsce turystów. Jedną z atrakcji są widowiskowe wschody i zachody słońca widoczne z krateru.
W 1961 na szczycie wulkanu zarejestrowano rekordowo niską na Hawajach temperaturę powietrza (−10 °C).

## Legenda
W języku tubylców nazwa Haleakalā oznacza „Dom Słońca”. Według legendy miejscowy półbóg Maui wszedł rankiem na szczyt krateru, chwycił promienie słońca i zmusił Słońce, aby w tym miejscu zawsze zwalniało swój bieg i dłużej przebywało nad wyspą. W ten sposób mieszkańcy wyspy zyskali dłuższy dzień i mogli zbierać obfitsze plony.